# Continental (автомобильная марка)

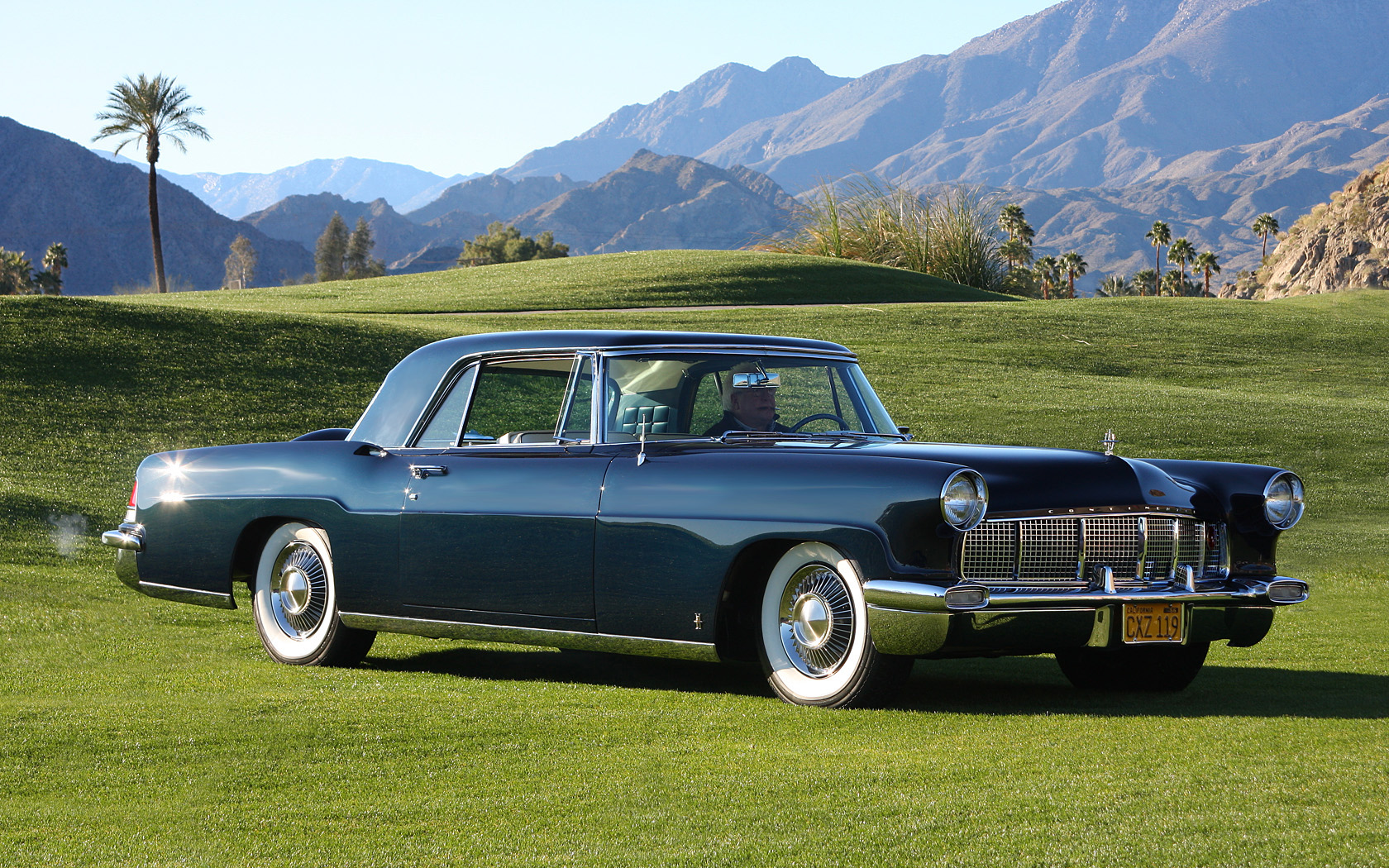
Continental Mark II

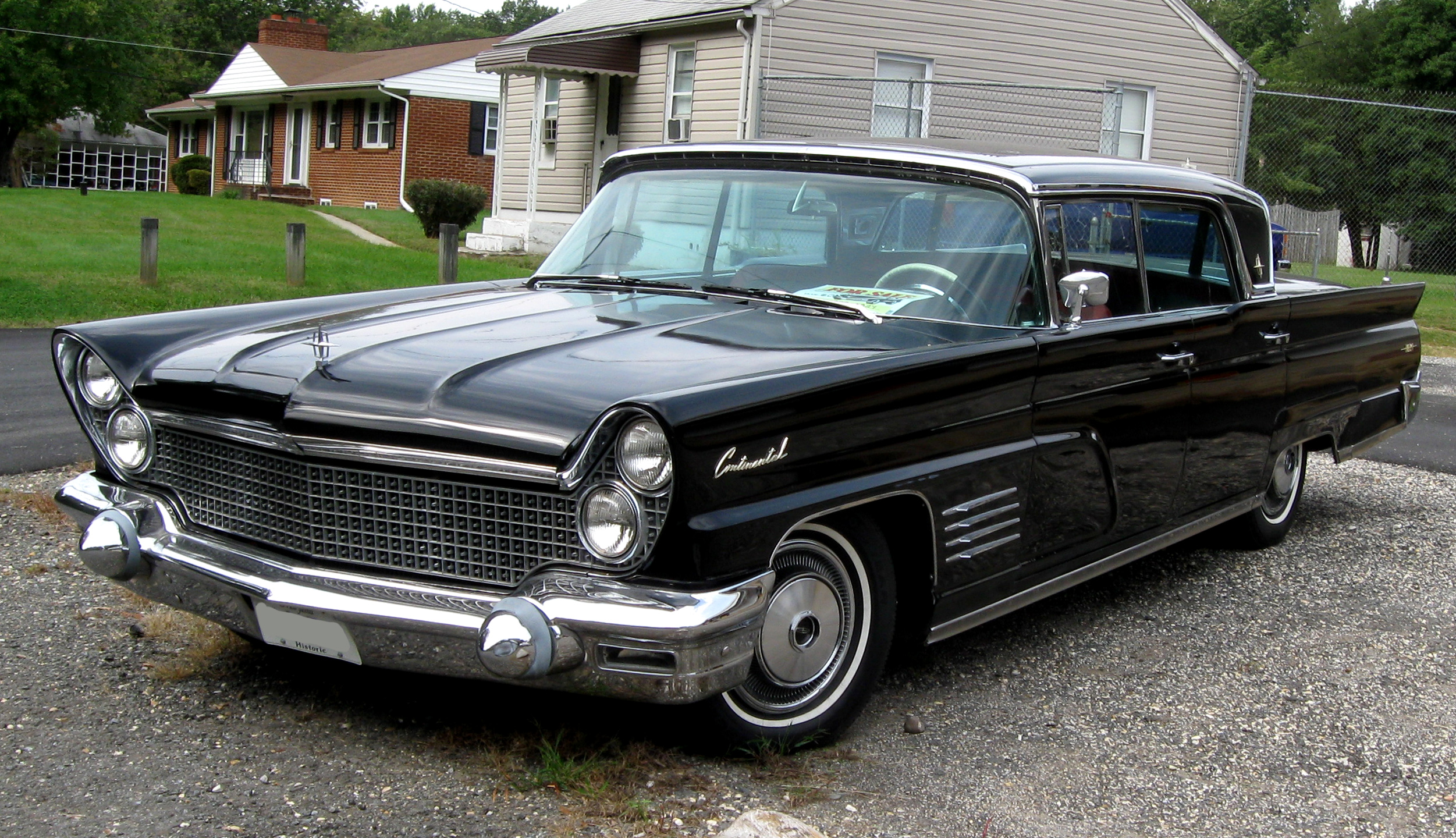
Continental Mark V

Continental — самостоятельное подразделение в составе Ford Motor Company в 1956—1957 модельных годах, а также автомобильный бренд, использовавшийся с 1955 по 1960 модельные годы.
Подразделение Continental было выделено из состава Lincoln Division и занималось выпуском наиболее роскошных среди всех автомобилей корпорации. В этом виде оно просуществовало лишь в течение двух модельных годов, за которые под брендом Continental была выпущена лишь одна модель — собиравшийся вручную стапельным способом с июня 1955 по май 1957 года малосерийный Continental Mark II, построенный на полностью оригинальном шасси и имевший уникальный для своего времени дизайн. Это был самый дорогой автомобиль американского производства, по стоимости — $10 000 в базовой комплектации — приближавшийся к Rolls-Royce Silver Cloud. Несмотря на такой ценник, производство «Континенталей» было экономически невыгодным — каждый Mark II оборачивался для «Форда» потерей примерно $1000 — что, впрочем, более, чем компенсировали выигрыш в имидже компании и привлечение новых посетителей в выставочные залы её автосалонов.
Само по себе название Continental было данью уважения модели Lincoln Continental конца 1930-х годов и представляло собой намёк на использование в дизайне «континентальных» — то есть, в англоговорящих странах, происходящих из континентальной Европы — черт.
В июле 1956 года подразделение было возвращено в состав Lincoln Division, а все последующие модели этого бренда стали представлять собой просто более роскошные варианты обычных «Линкольнов», значительно более дешёвые по сравнению с Mark II, но и не имевшие характерного для этой модели ореола эксклюзивности. Тем не менее, сам бренд использовался ещё в течение трёх лет. Последним выпущенным под ним автомобилем стал Continental Mark V 1960 модельного года.
После 1961 года марка Continental окончательно вышла из употребления, а само название вновь стало обозначением модели Lincoln Continental. Именно на автомобилях Continental впервые появился современный логотип «Линкольна» — четырёхконечная звезда.